# Cao Van Vien
Cao Văn Viên (21 décembre 1921 — 22 janvier 2008) est un général de l'ARVN lors de la guerre du Viêt Nam. Il est le seul général quatre étoiles de l'histoire du Sud-Viêt Nam, avec Tran Thien Khiem (en). Il est considéré comme l'un des « plus importants » et des « plus doués » des chefs militaires vietnamiens. Après la chute de Saigon en avril 1975, il s'est exilé aux États-Unis, où il s'est installé à Falls Church en Virginie. Il est mort d'un arrêt cardiaque en 2008.

## Crédits
- (en) Cet article est partiellement ou en totalité issu de l’article de Wikipédia en anglais intitulé « Cao Van Vien » (voir la liste des auteurs).